# Say Their Names
Say Their Names est une fresque murale peinte en 2020 et située à Louisville, au Kentucky.

## Description et histoire
Dévoilée en juillet 2020, l'œuvre représente les visages de Sandra Bland, George Floyd, David McAtee, Elijah McClain et Breonna Taylor. Elle a été vandalisée en juin 2021. L'artiste Whitney Holbourn a réparé la fresque murale et ajouté le visage de Travis Nagdy.
L'expression « Say Their Names » a été inventée pour attirer l'attention sur les victimes du racisme systémique et de l'injustice raciale aux États-Unis. Le mouvement découle du mouvement #SayHerName de 2014 en réponse à la mort de Bland, et a depuis gagné du terrain dans les discussions sur l'injustice raciale aux États-Unis.